# گن‌دره، اسماعیل‌لی
گن‌دره (به ترکی آذربایجانی: Gəndərə) یک منطقه مسکونی در جمهوری آذربایجان است که در شهرستان اسماعیل‌لی واقع شده است.